# Humberto Roggero
Humberto Jesús Roggero (Río Cuarto, 5 de diciembre de 1950) es un político argentino, licenciado en Ciencias Políticas y en Relaciones Internacionales, doctorado en Filosofía, cuatro veces Diputado de la Nación Argentina en representación de la provincia de Córdoba, Presidente del Bloque Justicialista desde 1997 hasta 2002 y embajador de la República Argentina ante Italia.

## Orígenes y formación
Ejerció como profesor adjunto en la Facultad de Ciencias Económicas de la Universidad Nacional de Río Cuarto en las cátedras de Sociología Económica, de Historia, de Economía y de Metodología de la Ciencia. En febrero de 1986 adhirió a la corriente peronista renovadora, liderada en Córdoba por José Manuel de la Sota. Junto a este, fue elegido Convencional Constituyente en la Reforma de la Constitución de la Provincia de Córdoba 1986. En la elección del 6 de septiembre de 1987 fue elegido Diputado de la Nación Argentina como candidato del Frente Justicialista de la Renovación.
A principios de 1991, tras la decisión del gobernador Eduardo César Angeloz de buscar un tercer mandato, el grueso de los dirigentes del Partido Justicialista de Córdoba se encolumnaron detrás del diputado Roggero, aunque finalmente decidió desistir de su candidatura a gobernador debido a la falta de apoyo popular, entregándole la candidatura a De la Sota (quien de todas formas volvió a ser derrotado por Angeloz).
Distanciado de José Manuel de la Sota, integró el Frente Justicialista Cordobés (FREJUCO) -una corriente de adhesión al presidente Carlos Menem que desafió con éxito la conducción de de la Sota- liderado por Juan Schiaretti; siendo elegido por segunda vez Diputado de la Nación Argentina en la elección del 3 de octubre de 1993. 
Ex congresal provincial del Partido Justicialista de Córdoba, fue designado como Presidente del mismo entre 1995 y 1997. Consagrado como el dirigente más importante del peronismo en la ciudad de Río Cuarto -segunda ciudad de la Provincia en cantidad de habitantes-, fue elegido candidato a intendente para la elección del 14 de mayo de 1995.

## Actuación parlamentaria
En 1997 recibió el premio parlamentario al legislador más laborioso de 1996. Es autor, entre otros, de los proyectos de ley de aduanas, federal de pesca y desarrollo regional e industrial. El 26 de agosto de 1997 fue elegido para presidir el Bloque Justicialista de la Cámara de Diputados de la Nación Argentina, expresando en aquel momento que "el peronismo en el 45 realizó la revolución social y ahora la revolución económica por la que debemos seguir luchando".
No obstante el prestigio político alcanzado, la lista de candidatos a diputados nacionales encabezada por Roggero obtuvo el segundo lugar en las elecciones legislativas del 26 de octubre de 1997, con el menor porcentaje de votos obtenido por el Partido Justicialista de Córdoba en una elección general hasta entonces.
Integró una misión de diputados peronistas, viajó a España en 1998 con la intención de exigirle al juez Baltasar Garzón que reabriera la causa por el asesinato, allí, en 1980, de la militante peronista Noemí Molfino. 
El viernes 27 de julio de 2001, mientras viajaba con su familia hacia la localidad de San Martín de los Andes, sufrió un grave siniestro automovilístico a unos 13 km de El Carancho —un desolado paraje del oeste de La Pampa— que lo mantuvo hospitalizado con serias lesiones físicas. Aún convaleciente, fue reelegido Diputado de la Nación Argentina en las elecciones del 14 de octubre de 2001, constituyendo la única vez en que una lista de candidatos peronistas por él integrada ganó un comicio general en Córdoba.
Roggero ha escrito un libro sobre sociología y política contemporánea argentina: Ahora, la Gente.

## El rol de Roggero durante la crisis política de 2001
Las políticas del gobierno del radical Fernando de la Rúa llevaron al país a la mayor crisis política y financiera de la historia argentina, una ola de saqueos y con protestas callejeras multitudinarias, el 20 de diciembre de 2001 el presidente De la Rúa ordenó reprimir dichas protestas opositoras lo que causarían entre 33 y 38 los muertos en todo el país. Tras ello el radical le propuso al Partido Justicialista un gobierno de unidad nacional y por primera vez aceptó “discutir la política económica”. El pedido recayó en los líderes de los bloques de Senadores y Diputados. Humberto Roggero, convocó a una reunión de su partido para definir la posición de su bloque; tardaron pocos minutos en ponerse de acuerdo en no aceptar la tardía invitación de De la Rúa. 
En una declaración que derivó en la renuncia del presidente, Roggero rechazó los términos del llamamiento presidencial al peronismo asegurando que

De la Rúa demostró que sigue sin escuchar a la gente, que está por uno de los procesos de autismo más grande de la historia argentina (...) Mientras todos esperábamos un reconocimiento de errores y un cambio de rumbo, lo único que hizo el Presidente fue echarle la culpa al resto de la sociedad (...) El justicialismo va a seguir ejerciendo su rol de oposición y no va a participar de ningún cogobierno (...) El peronismo no está dispuesto a prestar nombres ni hombres para continuar con este modelo.

La situación, en palabras del senador radical Maestro, era "irrecuperable". La CGT había convocado a un paro por tiempo indeterminado, los empresarios le daban la espalda al radicalismo, las conversaciones previas que intentó la Iglesia parecían clausuradas y ni siquiera los radicales lo empujaban a seguir.